# Вояки (фильм)
«Воя́ки» (вариант перевода «Со всех катушек») — кинокомедия 1983 года канадского режиссёра Дэвида Стейнберга с Джоном Кэнди, Джо Флаэрти и Юджином Леви в главных ролях.

## Сюжет
Джон Бургундец (Кэнди) симпатичный водитель лимузина, мечтающий о карьере барабанщика, помолвлен с дочерью (Миллс) крайне непопулярного американского конгрессмена (Хингл). Сенатор в ужасе от выбора своей дочурки, а тут ещё дружок Бургундца, режиссёр (Леви), с помощью шантажа рвётся с кинокамерой на церемонию бракосочетания. Неприятности и у жениха, Бургундец вынужден скрываться от банды мотоциклистов, после чего приходит в себя на ночной улице, прикованный наручниками к какому-то мертвецу (Хадсон). В довершении бед, местная студия аэробики оказывается прикрытием для религиозной секты во главе с Сан Йи (Либертини), замыслившим убийство будущего тестя невезучего шофёра. План фанатика прост и дерзок — похитить Джона, накачать его наркотиками и, промыв ему мозги, натравить на конгрессмена в день свадьбы. Однако Джону, с помощью ещё более незадачливого друга (Флаэрти), почти удаётся выкрутиться и, до определённой степени, спасти церемонию, после чего жить долго и счастливо. Более или менее.

## В ролях
- Джон Кэнди — Джон Бургундец
- Джо Флаэрти — Шик Леф
- Юджин Леви — Сэл ДиПаскуаль
- Элли Миллс — Нэнси Риз
- Пэт Хингл — Эд Риз
- Энн Бронстон — Пэтти Риз
- Ричард Либертини — Сан Йи
- Дикси Картер — Анжела Angela
- Кёртвуд Смит — Кларенс
- Эрни Хадсон — Джером Вилли Мухаммед

## Интересные факты
- В картине много места отведено пародиям на «кунг-фу фильмы». Также пародируется известный ситком 1950—1960-х годов «Предоставьте это Биверу[англ.]». Сцена «промывки мозгов» отсылает к фильму 1962 года «Маньчжурский кандидат».
- В слогане фильма «The good, the bad and the stupid» (Хороший, плохой, тупой) обыгрывается название культового спагетти-вестерна «Хороший, плохой, злой» (1966, The Good, the Bad and the Ugly).
- Через четыре года Кёртвуд Смит сыграл ещё одного персонажа по имени Кларенс — злодея Кларенса Боддикера в фильме Пола Верховена «Робокоп» (1987).